# Aleksiej Byzow
Aleksiej Pietrowicz Byzow (ros. Алексей Петрович Бызов, ur. 1904 we wsi Pietrowka w guberni symbirskiej (lub w guberni samarskiej), zm. w sierpniu 1982 w Uljanowsku) – funkcjonariusz NKWD, minister bezpieczeństwa państwowego Kazachskiej SRR (1946-1951), minister spraw wewnętrznych Uzbeckiej SRR (1953-1954), generał major.

## Życiorys
Od maja 1920 w organach wojennej cenzury, 1921-1923 w Czece w guberni samarskiej, od 1923 w RKP(b), 1923-1928 funkcjonariusz Czeki/OGPU w guberni saratowskiej. 1928 ukończył 2 kursy Uniwersytetu Państwowego w Saratowie, 1928-1932 naczelnik wydziału informacyjnego w okręgowym wydziale OGPU w Astrachaniu, od 1934 pomocnik i zastępca naczelnika Wydziału Sekretno-Politycznego UGB Zarządu NKWD w Kraju Stalingradzkim, do 1937 na analogicznym stanowisku w Krymskiej ASRR. Od 22 III 1936 kapitan bezpieczeństwa państwowego. Od 1938 zastępca naczelnika Zarządu Milicji NKWD Tatarskiej ASRR, 12 XI 1941 - 25 VI 1942 zastępca naczelnika NKWD obwodu kujbyszewskiego ds. milicji, następnie do V 1943 zastępca naczelnika NKWD ds. operacyjnych w tym obwodzie, 4 VI 1943 - 8 VII 1944 zastępca naczelnika NKWD obwodu kujbyszewskiego, 8 VII 1944 - 15 IV 1946 naczelnik NKWD obwodu briańskiego. Od 10 V 1940 major milicji, od 5 VIII 1942 major bezpieczeństwa państwowego, od 14 II 1943 pułkownik bezpieczeństwa państwowego, od 18 III 1944 komisarz bezpieczeństwa państwowego, od 9 VII 1945 generał major. 15 IV 1946 - 21 IX 1951 minister spraw wewnętrznych Kazachskiej SRR, następnie do 14 XI 1951 naczelnik I Departamentu MGB ZSRR, 25 XII 1951 - 14 VI 1952 naczelnik Departamentu 5 MGB ZSRR, 14 VI 1952 - 16 III 1953 naczelnik obwodowego Zarządu MGB obwodu rostowskiego. 16 III 1953 - 17 IV 1954 minister spraw wewnętrznych Uzbeckiej SRR, 20 IV 1954 - 11 II 1960 przewodniczący KGB przy Radzie Ministrów Uzbeckiej SRR. Deputowany do Rady Najwyższej ZSRR od 3 do 5 kadencji.

## Odznaczenia
- Order Lenina (12 maja 1945)
- Order Czerwonego Sztandaru (dwukrotnie - 3 listopada 1944 i 24 listopada 1950)
- Order Czerwonego Sztandaru Pracy (dwukrotnie)
- Order Czerwonej Gwiazdy (2 lipca 1942)
- Odznaka Honorowego Funkcjonariusza Czeki/OGPU (8 kwietnia 1934)
- Odznaka Honorowego Funkcjonariusza Bezpieczeństwa (23 grudnia 1957)

I 8 medali.